# Дофинноугорский субстрат
Дофинноуго́рский субстра́т — язык или языки древнейшего населения Северной Евразии, следы которых обнаруживаются в лексике и, возможно, фонетике, морфологии и синтаксисе саамских языков. Иногда выделяется несколько различных субстратов на территории, населённой впоследствии носителями финно-угорских, а также самодийских языков.
Е. А. Хелимский упоминает следующие гипотетические языки:
- протосаамский язык в центральных и северных регионах Фенноскандии;
- индоевропейский субстрат в прибалтийско-финских языках[2][3][4];
- языки дофинно-угорской гидронимии Русского Севера;
- язык «прото-Югры» на современной этнической территории манси и хантов[5];
- язык так называемых сихиртя (сиртя) в прибрежных регионах Большеземельской, Ямальской и Гыданской тундры;
- язык досамодийского населения Таймыра.

М. А. Живлов предполагает наличие неиндоевропейского субстрата в финно-волжских языках.
Б. А. Серебренников (1955) относил к дофинноугорскому субстрату «волго-окскую топонимию» европейской части России на -ма, -га, -ша. Впоследствии значительная часть таких топонимов была этимологизирована А. К. Матвеевым из вымерших финно-пермских диалектов в ходе изучения субстратной топонимии Русского Севера.

## Протосаамский субстрат
Подробный анализ субстратной лексики и топонимии в саамских языках был представлен саамским лингвистом А. Айкио, который пришёл к выводу о её происхождении из исчезнувшего языка с неизвестными генетическими связями, основываясь при этом на данных не только лингвистики, но и археологии и популяционной генетики. Сколько-нибудь точную реконструкцию этого языка он считает невозможной, но тем не менее приводит попытку реконструкции корня *ku(u)kka(s) со значением «длинный». По его мнению, носители финно-угорских языков впервые появились в Лапландии около 650 г. до н. э. и полностью ассимилировали палеоевропейское население этих территорий к середине I тыс. н. э.
Примеры слов северносаамского языка, не имеющих уральской/финно-угорской или какой-либо другой убедительной этимологии (по А. Айкио):
| саамское слово | значение                                                     |
| -------------- | ------------------------------------------------------------ |
| állat          | пуночка                                                      |
| biehkan        | грубоногий канюк                                             |
| bovttáš        | тупик                                                        |
| bupmálas       | глупыш                                                       |
| giron          | тундряная куропатка                                          |
| guovssat       | кукша                                                        |
| šuorja         | акула                                                        |
| morša          | морж (это русское слово заимствовано из саамского источника) |
| buovjja        | белуга                                                       |
| skier’ri       | берёзовый стланик                                            |
| lageš          | карликовая пушистая берёза                                   |

| саамское слово | значение                           |
| -------------- | ---------------------------------- |
| balsa          | пальза (мёрзлый торфяной массив)   |
| ráš’ša         | гора без растительности на вершине |
| ráktu          | плоский камень                     |
| riehppi        | труднодоступная долина в горах     |
| cuokca         | переправа по льду                  |
| jassa          | постоянный снежник в горах         |

К слою этой субстратной лексики относятся преимущественно жизненно важные понятия (названия из окружающей природы, животного мира, частей человеческого тела), при этом в нём совсем нет слов, отражающих семейные и социальные отношения, что говорит о довольно примитивном уровне общественно-экономического развития носителей этих субстратных языков. Айкио также относит к субстратной лексике крайне разнообразную терминологию, связанную с северными оленями, их полом, возрастом, внешностью и поведением (но при этом не дающую никаких оснований считать, что носители этого субстратного языка занимались оленеводством, а не только охотой на оленей). Он выделяет и некоторые топонимические форманты, с большой вероятностью имеющие субстратное происхождение: -ir (< *-ērē) со значением «гора» (примеры в северносаамских названиях гор: Čuosmmir, Gealbir, Hoalgir, Jeahkir, Nuhppir, Nussir, Ruohtir, Šuošmir, Váhčir), *skiečč- «водораздел», *čār- «озеро на возвышенности», *jeak(k)- «отдельно стоящая гора» (ср. вышеприведенное название Jeahkir), *nus- «горная вершина на краю хребта» (ср. вышеприведенное название Nussir), *sāl- «большой остров в море», *čiest- «скальный обрыв над морем», и др.
Эстонский учёный Э. Эрнитс находит в этой лексике параллели с тунгусо-маньчжурскими языками. Сторонник урало-алтайской гипотезы М. Рясянен также считает, что для некоторых из этих субстратных слов (в том числе топонима «Имандра») можно найти соответствия в западных диалектах эвенкийского языка.
Эти теории, впрочем, не находят серьёзного научного отклика, и большинство исследователей (в частности, Я. Саарикиви и В. В. Напольских) продолжают считать, что эта лексика не имеет доказанных соответствий ни в одной из известных языковых семей. Я. Саарикиви также отмечает наличие аналогичной субстратной лексики в прибалтийско-финских языках (но в значительно меньших объёмах):
| финское слово | значение           |
| ------------- | ------------------ |
| saari         | остров             |
| niemi         | мыс                |
| oja           | канава             |
| nummi         | вересковая пустошь |
| ilves         | рысь               |
| koipi         | птичья лапка       |
| nenä          | нос                |
| jänis         | заяц               |
| salakka       | уклейка            |
| liha          | мясо               |

Из гипотез возможного происхождения этой субстратной лексики Айкио упоминает только устаревшую гипотезу о её родстве с самодийскими языками, в настоящее время отвергнутую. Достаточно часто высказывается предположение о её происхождении из языков древнейшего палеоевропейского населения севера Европы, появившегося там еще в раннем мезолите (культуры Комса и Фосна-Хенсбака). Происхождение этих культур неизвестно: они могли прийти на север Фенноскандии как с запада, так и с востока по берегу океана, но наиболее вероятным представляется их «западное» происхождение (от аренсбургской культуры финального палеолита). Айкио оценивает гипотезу происхождения палеоевропейского субстрата в саамских языках от древнейшего мезолитического населения Скандинавии как «фантастическую».
Высказывались также предположения, что в популяционной генетике этому субстрату могут соответствовать Y-хромосомная гаплогруппа I и митохондриальные гаплогруппы H1 и U5b1b, широко представленные у саамов, но отсутствующие у обско-угорских и самодийских популяций — но в европейском мезолите на данный момент найдены только Y-гаплогруппы I*, I2 и I2a1b*, а Y-гаплогруппа I1a* появилась у саамов, возможно, только в XIV веке. Предпринимались также попытки связать этот субстрат с гипотетическим неиндоевропейским «пиктским» субстратом в кельтских языках.
Указывается также и другой возможный источник этого субстрата — от доисторического населения северо-востока Европы, происходящего от свидерской культуры финального палеолита. В частности, некоторые субстратные топонимы этого региона с языками «палеоевропейских» популяций связывает В. В. Напольских в своей работе «К реконструкции лингвистической карты Центра Европейской России в раннем железном веке», где также затрагивается и тема досаамского субстрата. Там же упоминается и предположение П. Схрейвера о неком «языке геминат», благодаря субстратному влиянию которого в некоторых западных финно-угорских языках могло появиться чередование ступеней согласных. Основная предполагаемая особенность этого языка — обилие удвоенных согласных (что также характерно для языка предполагаемых «пиктских» надписей — см. выше гипотезу о докельтском субстрате).
Напольских предпринимал попытки связать субстратные слова в саамских языках с (сино-)кавказскими корнями, но эта попытка не нашла понимания даже у такого энтузиаста глубинной компаративистики, как С. А. Старостин, и он был вынужден признать, что «эти слова не похожи вообще ни на что». Позднее он охарактеризовал саамские языки как единственные среди уральских, в которых присутствует «очевидный неуральский (и, насколько можно судить, неностратический) субстрат». Этот субстрат также не обнаруживает особого сходства и с предполагаемым догерманским субстратом, за исключением противопоставления периферийной и центральной акцентуации.

## «Š-субстрат» в финно-волжских языках
Высказывались также предположения о наличии в финно-волжских языках субстратной терминологии неизвестного происхождения, преимущественно связанной с земледелием и скотоводством (ср. с аналогичной гипотезой для прагерманского языка). Первая попытка составить список этих предположительно субстратных заимствований была предпринята М. Живловым в 2015 году, и включала 20 примеров и 4 критерия выделения:
- нетипичная для исконной лексики фонотактика (в том числе нехарактерные для прауральского языка кластеры согласных -mm-, -sw-, -št-, -šn-, -kšn-, -šm-, -čm-, -nš-, -ŋš-);
- нерегулярные фонетические соответствия между сравниваемыми языками, указывающие на параллельные заимствования из родственных субстратных языков;
- лексические замены: слова без уральской этимологии, вытеснившие исконную уральскую лексику;
- принадлежность слов к определённым семантическим полям (термины земледелия и обработки пищи, термины животноводства, названия деревьев).

Развивая идеи Живлова, А. Айкио выделил 83 предположительно субстратных слова в финно-волжских языках (в том числе 18 терминов земледелия и животноводства, 30 названий природных объектов и 19 названий орудий труда и других объектов материальной культуры), а также основную отличительную черту их фонетики — высокую частоту встречаемости звука /š/, нехарактерного для прауральского языка (согласно Й. Койвулехто, звук */š/ в прауральском языке появился благодаря заимствованиям из праиндоевропейского, в которых он соответствует праиндоевропейским ларингалам в инлауте, но большинство других исследователей не поддерживают гипотезу о прямых заимствованиях из праиндоевропейского в уральские языки). Этот звук содержится в 37 из 83 рассмотренных слов, некоторые из которых имеют звук /r/ в анлауте, что также нехарактерно для прауральской фонотактики. Некоторые примеры этой лексики по Айкио:
| реконструированная форма | значение |
| ------------------------ | -------- |
| *wakštVrV                | клён     |
| *wešnä                   | пшеница  |
| *päkšnä                  | липа     |
| *tammi                   | дуб      |
| *särńä                   | ясень    |
| *ša/u(w)p(k)a            | осина    |
| *le/i(j)p(p)ä            | ольха    |
| *pVškV(nä)               | орешник  |

Некоторые примеры из списка Живлова (комментарии из того же источника, если не указано иное):
| реконструированная форма | значение                                                         | комментарии |
| ------------------------ | ---------------------------------------------------------------- | --- |
| *jaŋša-                  | мука                                                             | Ср. прафинноугорское *pućVnV «мука», сохранившееся в мансийском и пермских языках. |
| *kümmin                  | десять                                                           | По Живлову — замена исконного ПФУ *luka «счёт, число; десять», сохранившегося в значении «десять» в саамском, марийском и мансийском. По мнению Напольских, в ПФУ корень *luka имел только значение «число, счет», а прауральский корень со значением «десять» следует реконструировать как *küm(e)ne (с параллелями в ительменском и юкагирских языках). |
| *lešmä                   | фин. lehmä «корова», эрз. лишме «лошадь, конь»                   | По мнению Каца, происходит от праиндоиранского *lekšma «отмеченный, заклеймённый». |
| *tammi                   | дуб                                                              | Ср. древнеперм. tu-pu, удм. ti̮-pi̮ «дуб», а также праслав. *dǫbъ «дуб» без убедительной ИЕ этимологии. |
| *täštä                   | звезда                                                           | Замена исконного ПУ *kuńći «звезда». |
| *inšV                    | фин. ihminen «человек», эрз. инже «гость»                        | Сравнение со словами в самодийских языках, означающими «человек», неубедительно по фонетическим и семантическим причинам. По другим предположениям, может быть связано с ПИЕ корнем *ǵnh₁- «рожать, производить». А. Хюллестед, опираясь на вышеупомянутую гипотезу Койвулехто (которую он, однако, считает содержащей недопустимые упрощения), предполагает заимствование либо из германских (ср. гот. inahs «мудрый»), либо из балто-славянских (ср. лит. žmonės «люди») языков. |
| *š(a/i)mo                | фин. haamu «фигура, существо; образ, облик; призрак, привидение» | Ср. ПГерм. *hama(n)- «(физическая) форма, образ» без убедительной ИЕ этимологии (Г. Кронен сравнивает с санскр. शामुल्य «рубаха» на основании рефлексов в германских языках со значением «шкура, покрывало», и реконструирует ПИЕ форму *ḱom-on-) |
| *š(a/i)mara, *šowV       | обух                                                             | Ср. ПГерм. *hamaraz «молот». Хюллестед считает прагерманскую форму заимствованием из пра-балто-финского *hamara, и в конечном итоге из балто-славянского источника, близкого к *kā́ˀmō «камень» (но с регулярной сатемизацией). |
| *tika                    | свинья                                                           | Прабалто-финская форма *cika считается связанной как минимум с названиями свиньи в мордовских языках (ср. эрз. туво), хотя фонетические соответствия не вполне регулярны. По мнению Койвулехто, может быть заимствованием из германских языков (*tigā «козёл» > нем. Ziege), если предположить такой же семантический сдвиг, как в случае с фин. lehmä «корова» и эрз. лишме «лошадь, конь». Этимология слова *tigā также неясна — оно может быть связано с праслав. *dikъ «дикий», или же с многочисленными похожими словами в различных неиндоевропейских языках с значениями «козёл» или «козья шкура, бурдюк, мех для вина» (см. здесь); ср. также др.-греч. σίκα (síka, «свинья», лаконийский диалект) с неясной этимологией. Кронен также считает этот корень субстратным, однако А. Шорго возводит его к ПИЕ корню *digʰ- и ставит под сомнение его связь с вышеупомянутой формой σίκα (< *αἶζα). |
| *š(ā/ū)pa                | осина                                                            | Кронен сравнивает прабалто-финский корень *šapa «осина» с прагерманским *aspō с тем же значением (метатеза), отмечая «бореальное» распространение этого слова (то есть в языках регионов севера Евразии, где произрастает осина — как ИЕ, так и уральских, и тюркских: ср. тат. усак и чув. ӑвӑс с тем же значением). |